# Burgmann
Als Burgmann (lateinisch oppidanus oder castrensus) wurden in Mitteleuropa seit dem 12. Jahrhundert Ministerialen bezeichnet, die von einem Burgherrn mit der Burghut beauftragt waren, d h., die eine Burg zu bewachen, zu verteidigen und zu verwalten hatten.

## Geschichte
Burgmannen wurden zumeist auf Burgen des Hohen Adels eingesetzt. Die hohen Adligen, im Mittelalter meist Herren oder Grafen, auch Bischöfe als Herren eines Hochstifts, übten die Landesherrschaft in eigenständigen Territorien aus und verfügten in der Regel über etliche Burgen, die sie nur abwechselnd bewohnten und deren Verteidigung sie nicht selbst überwachen konnten. Die Burgmannen nahmen daher die Aufgaben wahr, die eigentlich dem Burgherrn oblagen. Hierzu wurden neben unfreien Ministerialen, die oft ritterbürtig waren oder im Lauf der Generationen zur Ritterbürtigkeit aufstiegen, bisweilen auch Edelfreie eingesetzt, die in den Dienst größerer Herren und damit in deren Ministerialität eingetreten waren.
Wenn mehrere Burgmannen gleichzeitig auf einer Burg eingesetzt waren, was bei größeren Burgen häufig der Fall war, bildeten sie eine Burgmannschaft. Sie unterstanden dem Burgherrn oder einem von ihm beauftragten Burgkommandanten, der häufig auch den Titel Burggraf (lat. castellanus) führte. Da für den Burgmann in der Regel ein spezielles Burgmannenrecht ähnlich dem Lehnsrecht galt, wurden Rechtsstreitigkeiten vor ebendiesem Burggrafen verhandelt. Bei ihrer Aufgabe wurde die ritterliche Burgmannschaft oft von nichtritterlichem Personal wie Torwarten und Türmern unterstützt, die entweder freie Söldner oder Leibeigene des Burgherrn waren.
Ursprünglich wurde der Burgmann für seinen Dienst neben einer standesgemäßen Wohnung mit Naturalien bezahlt, die er den beim Burgherrn, Burggrafen oder ihm abzuliefernden Abgaben der Grundhörigen entnehmen durfte. Sein Vertrag war anfangs durchaus kündbar. Später erhielt er als Entlohnung ein vererbbares Burglehn, das ab dem späten 13. Jahrhundert immer häufiger als festgelegte Geldsumme (Burggeld) ausbezahlt wurde. Um 1300 lag das Burggeld in der Größenordnung fünf bis zehn Mark jährlich, das entsprach damals grob den jährlichen Einkünften von fünf bis zehn Bauerngütern..
Seit dem 13. Jahrhundert wurden die Rechte und Pflichten des Burgmanns in einem schriftlichen Vertrag, dem Burglehenbrief, geregelt. Dieser legte neben dem Einsatzort und den Zeiten, in denen ein Burgmann auf der Burg anwesend sein musste, manchmal auch die nötige Bewaffnung und Ausrüstung fest. Die Pflicht zur Anwesenheit – Residenzpflicht genannt – bedingte, dass der Burgherr seinen Burgmannen einen Wohnsitz innerhalb der Burganlage oder zumindest in deren unmittelbarer Nähe zur Verfügung stellen musste. Eine solche Wohngelegenheit wurde Burgmannensitz, Burggut oder Burgmannshof genannt. Dieser wurde später oft als Lehnsbesitz in den Familien der Burgmannen weitervererbt.
Der permanenten Residenzpflicht entzogen sich Burgmannen später immer häufiger durch die Stellung von bewaffneten Knechten. Mit der Einführung solcher nichtadliger Burgbesatzungen und dem Wandel von Burgen zu Festungen im späten Mittelalter verschwand das Burgmannensystem und die Burghut wurde von Kriegsknechten und Söldnern wahrgenommen. Die vererbbaren Burgmannensitze, meist in der Nähe der Burg, besaßen aber auch in der frühen Neuzeit noch eine substanzielle Bedeutung für die soziale Distinktion und wirtschaftliche Basis (Steuerfreiheit) ihrer niederadeligen Besitzer.